# La Jarre
Pour les articles homonymes, voir Jarre.
La Jarre (La giara) est une pièce de théâtre (une farce en 1 acte) écrite par Luigi Pirandello en 1915, tirée de sa propre nouvelle éponyme.

## Argument
Le prétentieux Don Lollo, un propriétaire sicilien, s'est procuré une énorme jarre qui fait bien des envieux. Peu après son arrivée dans le village, la jarre est retrouvée cassée. Ulcéré, Don Lollo entend contrer le mauvais sort et ses ennemis en faisant appel à un réparateur.

## Mises en scène notables
- 1952 : La Jarre de Luigi Pirandello, mise en scène Jacques Mauclair, Théâtre de Babylone